# Глазчатый парасферихт
Гла́зчатый парасфери́хт (лат. Parasphaerichthys ocellatus) — вид лабиринтовых рыб из семейства макроподовых (Osphronemidae). Обитает в Юго-Восточной Азии. Эндемик Мьянмы. Распространённая аквариумная рыба.
Максимальная длина тела 5 см. Тело низкое, сжато с боков, голова слегка вытянутая. Спинной плавник расположен на вершине спины, его основание в 2 раза короче, чем у анального плавника. Грудные и брюшные плавники сближены, брюшные расположены под грудными. Первый мягкий луч каждого брюшного плавника вытянут в виде нити. Спинной, анальный и брюшные плавники имеют колючие лучи. Хвостовой плавник лопастевидный, с округлым краем. Основной цвет тела жёлтый с кофейными разводами по телу. В центре тела и у основания хвостового плавника 2 тёмных пятна, окружённых светлой каймой (похожи на глаза). По основанию анального плавника проходит тёмная полоса.

## Содержание
- аквариум 20-50 л
- мелколистные растения
- укрытия и свободные места для плавания
- тёмный грунт
- температура 24—28 С
- кислотность и жёсткость воды значения не имеют
- аэрация и фильтрация не нужны
- миролюбивы

## Размножение
Гнёзд не строят, самцы инкубируют икру во рту.